# Zweefbom

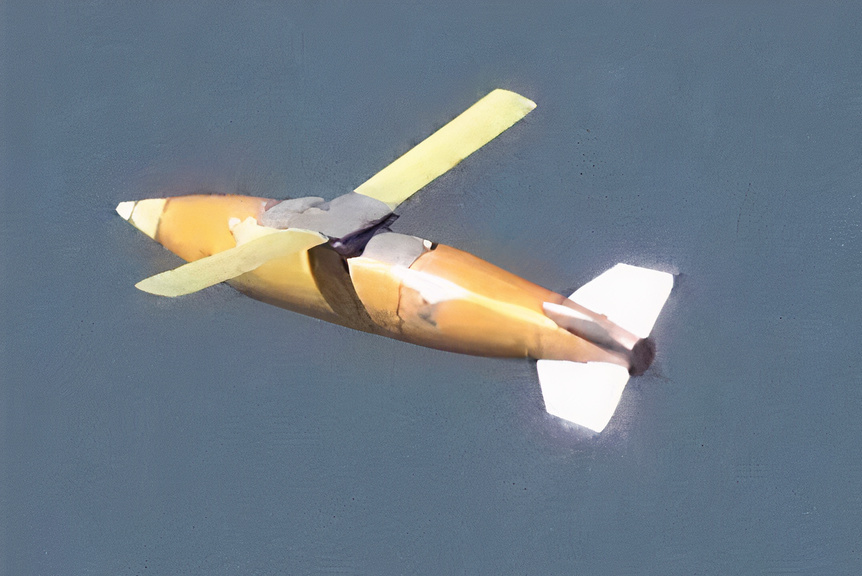
De Indiase Gaurav

Een zweefbom of glijbom is een bom die door zijn aerodynamische eigenschappen een glijvlucht kan maken.
Zweefbommen zijn vanaf het begin van de 20e eeuw toegepast als vliegtuigbom, al kort na de ontwikkeling van militaire vliegtuigen. In de eenvoudigste uitvoeringen worden ze passief afgeworpen, maar er zijn ook varianten ontwikkeld die gelanceerd worden, zelfs vanaf de grond. Ook zijn er zweefbommen met aandrijving of besturing, soms door piloten. Door dergelijke ontwikkelingen is de afbakening met raketten, drones en kamikazevliegtuigen niet altijd duidelijk.

## Geschiedenis
Begin twintigste eeuw begon men in de Verenigde Staten (1910), Italië (1912) en het Verenigd Koninkrijk (1912) met de ontwikkeling van zogenoemde luchttorpedo's. Een experimentele zweefbom werd door de Duitse firma Siemens-Schuckert ontwikkeld. De eerste toepassing vond in 1914 plaats in Engeland. Vanaf 1914 begon de ontwikkeling van de 'Siemens-Torpedo-Gleiter' in Duitsland. De eerste proeven werden gedaan vanaf zeppelins. De eerste werkelijke Duitse zweefbom werd ontwikkeld door Max Kramer in de vorm van de Fritz X.
In 1943 en 1944 was de Duitse Luftwaffe buitengewoon effectief bij het tot zinken brengen van geallieerde marineschepen door het gebruik van zweefbommen. Het plotselinge einde van deze oorlogstactiek heeft historici voor raadsels gesteld; Martin Bollinger concludeerde dat de verdedigers tegenmaatregelen vonden en dat de Luftwaffe de inzet van gespecialiseerde vliegtuigen en bemanningen niet meer kon volhouden toen de geallieerden een luchtoverwicht kregen in Europa.
Vanaf de jaren 1990 werd in de Verenigde Staten een kleine variant ontwikkeld die leidde tot de small diameter bomb. Een verdere ontwikkeling door Boeing en Saab ging verder dan de oorspronkelijke inzet als vliegtuigbom en vormde een hybride tussen raket en zweefbom: de ground-launched small diameter bomb.
Het Turkse instituut Tübitak ontwikkelde in de jaren 2010 een ombouwkit om de Amerikaanse Mark-82- en Mark-83-vliegtuigbommen te veranderen in zweefbommen. Tijdens de Russisch-Oekraïense oorlog werden ook de zware met vleugels tot zweefbommen omgebouwde Basalt FAB-1500 ingezet.

## Mogelijkheden
De toename in reikwijdte ten opzichte van een conventionele vliegtuigbom wordt bereikt door aerodynamische constructies. Deze vormen een integraal bestanddeel van het wapen of worden separaat aan de bom bevestigd. Een voordeel is dat de bom ver van het doel losgelaten kan worden, zodat het vliegtuig het afweergeschut kan vermijden. Bestuurbare uitvoeringen kunnen bovendien het doel preciezer raken.
Onderling verschillen de zweefbommen in de opbouw van de besturingselementen, de methode van doelherkenning en de explosieve kop. Er bestaan ook zweefbommen met een aandrijving, waarbij het onderscheid met een kruisvluchtwapen niet altijd duidelijk is.
De besturing kan intern-mechanisch of per afstandsbediening geregeld worden. De Amerikaanse BAT beschikte als eerste over een besturing middels radar, de Japanse Yokosuka MXY-7 was daarentegen bemand en werd voor kamikazeacties gebruikt.

## Voorbeelden van zweefbommen

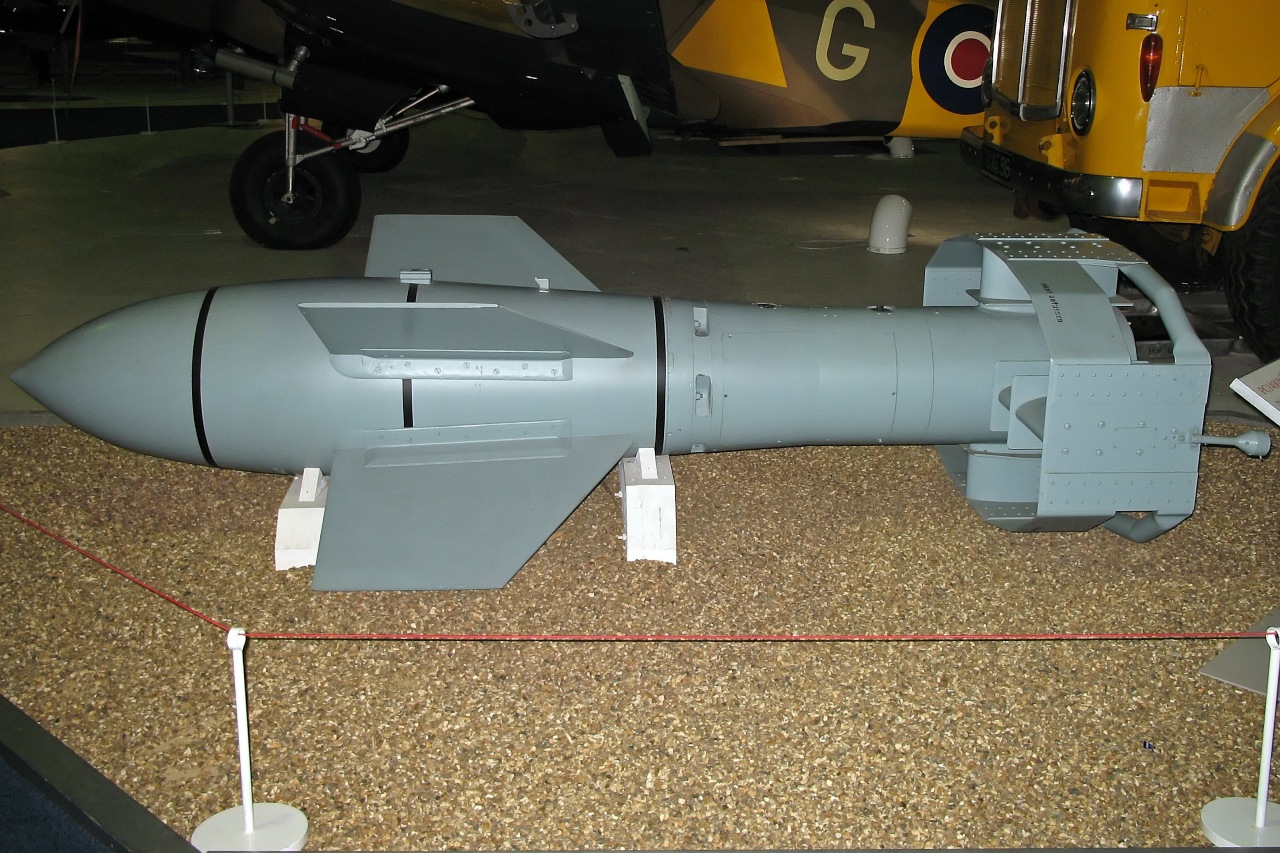
Fritz X

### Tweede Wereldoorlog
- Fritz X
- Henschel Minengleitbombe Henschel Hs 293, Henschel Hs 294, Henschel Hs 295
- Blohm & Voss BV 143, met raketaandrijving
- Blohm & Voss BV 246
- BAT, eerste radargeleide en autonome zweefbom.
- Yokosuka MXY-7 Oka, enige operationele bemande zweefbom

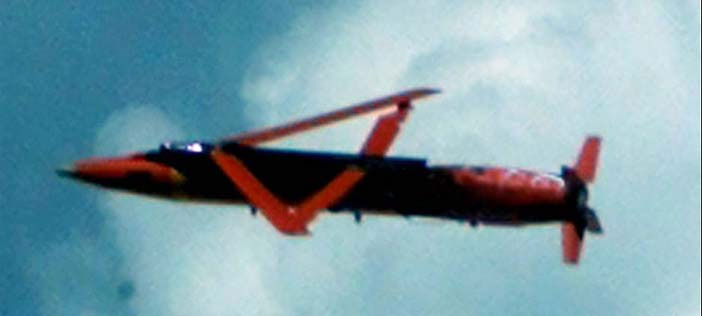
Vliegende Small diameter bomb

### Moderne modellen
- AGM-62 Walleye
- AGM-154 Joint Standoff Weapon
- Fei Teng FT-12
- Gaurav
- GBU-39 Small Diameter Bomb
- GBU-44 Viper Strike
- HOPE/HOSBO
- Joint Direct Attack Munition
- PILUM
- SPICE
- UPAB-1500B